# Fürdőzők teknőssel
A Fürdőzők teknőssel (Les Baigneuses à la tortue) Henri Matisse zsánerképe.
A képen három szomorkás, meztelen nő vesz körbe egy teknőst. A szárazföldet, a vizet és az eget egy-egy nagyjából monokróm sáv jelzi. Matisse a formákat durva, kifejező kontúrokkal emeli ki.
A Fürdőzők teknőssel jóval érzelemdúsabb és kifejezőbb Matisse legtöbb munkájánálː a középen álló, az alkotó visszatérő motívumával, a maszkszerű arccal ábrázolt nő például aggodalmasan harap az ujjaiba. A kép kompozíciója az alkotófolyamat közben némileg változott, az álló figura eredetileg a bal oldal közepét foglalta el.
A meztelen alakokat Paul Cezanne fürdőzőkről festett képei inspirálták, amelyeket Henri Matissse az impresszionista alkotónak szentelt 1907-es életmű-kiállításon látott.
A festményt a német műgyűjtő, Karl Ernst Osthaus vásárolta meg 1908-ban, és attól kezdve három évtizeden át a Folkwang Museumban volt látható, 1908 és 1921 között Hagenben, majd 1922 és 1937 között Essenben. A kép nagy hatással volt a német expresszionizmusra.
1937. augusztus 24-én a náci hatalom elfajzottnak minősítette, és elkobozta a festményt, majd a Schönhausen-kastélyban őrizték. 1939. június 30-án Joseph Pulitzer és felesége vásárolta meg egy Svájcban rendezett aukción. 1964-ben a Saint Louis Art Museumnak adományozták.